# 咸淳 (高麗)
咸 淳（ハム・スン、朝鮮語: 함순、生没年不詳）は、高麗の作家。
本貫は江陵咸氏の支族の楊根咸氏。字は子眞（ジャジン、자진）。

## 生涯
高麗の建国功臣の咸規の6世孫であり、科挙の文科に及第し文章が優れ、節行があった。明宗の時代、武臣の乱で政治に興味を失い、名のある儒者たちと付き合いながら江左七賢を組織し、詩作と酒を嗜んだ。

## 父
咸淳の父である咸有一は咸規の5世孫で、高麗仁宗の時、妙清の乱を平定し、後に兵部の尚書令を務めた。